# Cré Tonnerre
Cré Tonnerre est un groupe de musique belge originaire de province de Luxembourg créé en 1998 et qui chante principalement des chants de marins et des chants locaux.
En 16 ans d'existence Cré Tonnerre a vendu 22 500 exemplaires de ses 8 albums et a fait environ 550 concerts en Belgique, en France, en Allemagne, mais aussi au Québec ou en Russie.

## Biographie
La formation musicale voit le jour en automne 1998. Quatre amis décident de former le groupe dont les chansons sont tirées du répertoire traditionnel breton, français, québécois, etc.
En 2011, après plus de 10 ans de collaboration et quatre spectacles (« Souquez les gars », « Tempete en Mare » (2000-2006), « Radio Pirate » (2006-2008), « C'est ma tournée » (2008-2012)) , deux de ses quatre membres, Manu Moreau et Patrick Haager décident de quitter le groupe. Crétonnerre recrute alors via des auditions trois nouveaux musiciens: Pierre Ughi, Romain Daugny et Cedric Grandhenry. En 2012 ils sortent la chanson Un « P'tit Orval » illustrée par leur premier clip vidéo disponible sur YouTube. En 2013, à la suite du départ de Romain Daugny, Mathieu Menot rejoint le groupe pour la  tournée intitulée « Bordées Sauvages ». Quelques mois plus tard c'est au tour de Cédric Grandhenry de quitter le groupe et c'est le guitariste François Arnould qui rejoint le groupe. À l'occasion des 20 ans du groupe, Jacky Carême rejoint le groupe en tant que batteur.

## Distribution

### Membres
- Raphaël Goblet (Mousse): chant, chœurs, clavier, flûtes, accordéon chromatique, programmations, arrangements et composition.
- Patrick Weyders (Flibustier): chant, chœurs, guitare, accordéon diatonique, arrangements, écriture et composition.
- Pierre Ughi (Passager Clandestin): basse, contrebasse, chœurs.
- Mathieu Menot (Boucanier): Chant, guitares, mandolines, clarinette, harmonica, kazoo, écriture et composition.
- François Arnould (Forban): Chant, choeurs, guitares électriques et acoustiques.
- Jacky Carême (Timonier): Chant, choeurs, batterie, banjo.

### Anciens membres
- Cédric Grandhenry (Corsaire): guitares, mandoline, chœurs.
- Romain Daugny (Quartier Maître): trompette, bugle, chant, guitare, chœurs, percussions, arrangements.
- Manu Moreau (Viking): chant, chœurs, guitares, mandoline, basse, contrebasse, cajon, arrangements et compositions.
- Patrick Haager (Black Pirate): chant, chœurs, guitare, percus, arrangements.
- Daniel Leonard (Capitaine): Guitare, Harmonica, Whistle, Chant.